# تشارلز كونستانتين (ملحن)
تشارلز كونستانتين (بالفرنسية: Titus Charles Constantin)‏ هو موزع وملحن فرنسي، ولد في 7 يناير 1835 في مارسيليا في فرنسا، وتوفي في 27 أكتوبر 1891 في بو في فرنسا.